# 機能性高分子
機能性高分子とは機能を有する高分子。

## 概説
従来の高分子は機能が限られていたが、機能性高分子は外部からの光、熱、湿度、ガス、放射線などの物理的、化学的入力に対して能動的に応答する機能を有する。センサーやマイクロチップを備えることによりセンシングデバイスとしての使用も想定され、様々な用途への開発が模索される。

## 用途
- 心拍数、血圧、体温等のバイタルデータの取得を目的として健康管理や医療関係での使用が想定される。
- 通電等、外部からの物理的な入力に対して発色したり発光する機能を有する機能性高分子は表示装置等への用途も想定される。
- 通電等、外部からの物理的な入力に対して変形する機能を有する機能性高分子は人工筋肉等、アクチュエータ等への用途も想定される。
- 通電すると温度に応じて抵抗値が変化する感温性高分子は電気カーペットや防寒具等に使用される。
- 調湿性高分子は能動的に湿度を調節する機能を有するため、建築などへの使用が想定される。
- 感圧性高分子はセンサーとして圧力の変化を電気的な出力に変換する。
- 水素イオン濃度によって変化するpH感受性高分子はセンサーへの応用が想定される。
- イオン伝導性のある機能性高分子は高分子固体電解質として燃料電池やリチウムポリマーバッテリーなどへ応用される。
- 特定の有機化合物と特異的に結合するように化学修飾することにより、ホルムアルデヒド等の特定の揮発性有機化合物を検出したり、水質検査等への応用が想定される。
- 強誘電性を有する機能性高分子は平面スピーカーや振動発電に応用される。
- 形状記憶樹脂は変形後、加熱により、元の形状に戻る。
- 有機光伝導体は複写機やレーザープリンタに使用される。
- 電気能動性高分子 (EAP)は電圧または電界によって体積が変化する。
- 自己修復高分子は自己修復する機能を有する。
- 蛍光色素や蛍光体を分散した樹脂はシンチレータとして放射線の検出、計測に用いられる。